# Christian Millau
Christian Millau [mijo] (* 30. Dezember 1928 in Paris; † 5. August 2017) war ein französischer Gastronomiekritiker, Journalist und Autor.

## Leben
Ab 1949 schrieb Millau (mit bürgerlichem Namen Christian Dubois-Millot) für die Zeitung Le Monde im Bereich Innenpolitik. Später arbeitete er für die französische Abendzeitung „Paris-Presse“, wo er Henri Gault (1929–2000) kennenlernte. Beide widmeten sich dort kulinarischen Themen. Daraus entwickelte sich der 1962 erstmals erschienene Pariser Restaurantführer Guide Juillard.
Ab 1969 gaben Gault und Millau den Restaurantführer Gault-Millau heraus.
Millau und Gault prägten um 1972 gemeinsam mit ihrem Freund André Gayot (1929–2019) den Begriff Nouvelle Cuisine. 1986 verließ Gault den Gault Millau.

## Werke
- Au galop des hussards: dans le tourbillon littéraire des années 50. Éditions de Fallois, Paris 1999, ISBN 978-2-87706-346-3.
- Paris m’a dit: années 50, fin d’une époque. Éditions de Fallois, Paris 2000, ISBN 978-2-87706-388-3.
- Une campagne au soleil. Éditions de Fallois, Paris 2002, ISBN 978-2-87706-431-6.
- Commissaire Corcoran. Plon, Paris 2005, ISBN 978-2-259-20063-9.
- Bons baisers du Goulag. Secrets de famille. Plon, Paris 2004, ISBN 978-2-259-19976-6.
- Dieu est-il gascon? Éditions du Rocher, Monaco 2006, ISBN 978-2-268-05775-0.
- Dictionnaire amoureux de la gastronomie. Plon, Paris 2008, ISBN 978-2-259-20698-3.
- Le passant de Vienne: un certain Adolf. Éditions du Rocher, Monaco 2010, ISBN 978-2-268-06927-2.
- Journal impoli: un siècle au galop, 2011–1928. Éditions du Rocher, Monaco, ISBN 978-2-268-07052-0.
- Journal d’un mauvais Français: 1er septembre 2011 – 1er avril 2012. Éditions du Rocher, Monaco 2012, ISBN 978-2-268-07403-0.
- Dictionnaire d’un peu tout et n’importe quoi. Éditions du Rocher, Monaco 2013, ISBN 978-2-268-07507-5.